# Peyre
Peyre é uma comuna francesa na região administrativa da Nova Aquitânia, no departamento Landes. Estende-se por uma área de 10,29 km². Em 2010 a comuna tinha 244 habitantes (densidade: 23,7 hab./km²).